# Jerzy Grzybczak

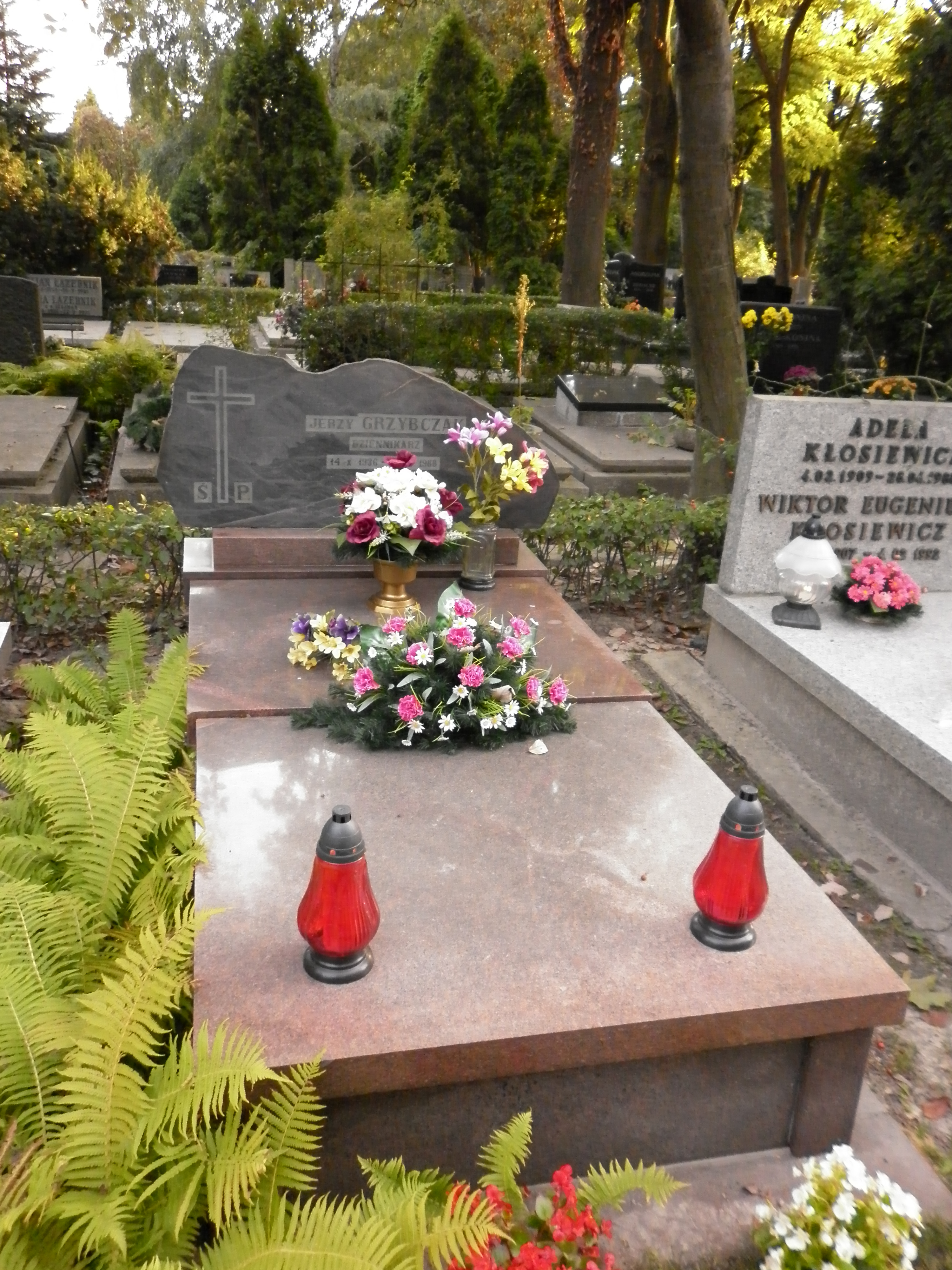
Grób Jerzego Grzybczaka na Cmentarzu Wojskowym na Powązkach

Jerzy Grzybczak (ur. 14 października 1936 w Michałowie w powiecie pińczowskim, zm. 23 października 1988 w Warszawie) – polski dziennikarz i polityk, poseł na Sejm PRL VII i VIII kadencji.

## Życiorys
Urodził się w rodzinie chłopskiej, jego rodzicami byli Stanisław i Józefa. Po ukończeniu szkoły podstawowej uczył się w Liceum Ogólnokształcącym w Pińczowie, które ukończył w 1954, z dyplomem przodownika nauki i pracy społecznej. Od 1950 do 1954 należał do Związku Młodzieży Polskiej, pełnił funkcję przewodniczącego Zarządu Szkolnego i członka prezydium Zarządu Powiatowego w Pińczowie. W 1954 rozpoczął studia na Wydziale Dziennikarskim Uniwersytetu Warszawskiego, które ukończył po czterech latach. W tym czasie był przewodniczącym Rady Wydziałowej Zrzeszenia Studentów Polskich. W 1957 wstąpił do Zjednoczonego Stronnictwa Ludowego. W latach 1957–1961 zasiadał w zarządzie głównym Związku Młodzieży Wiejskiej.
Po studiach rozpoczął pracę w redakcji dziennika "Słowo Ludu" w Kielcach jako reporter, a po roku przeszedł do pracy w redakcji organu ZG ZMW "Zarzewie", gdzie był publicystą, a następnie zastępcą redaktora naczelnego. W 1965 został redaktorem naczelnym miesięcznika "Nasz Kub", pisma ZG ZMW i "Ruchu". Pracując w redakcjach pism młodzieżowych, pełnił różne funkcje w ZMW – m.in. członka Zarządu Głównego.
W 1966 został wybrany na wiceprzewodniczącego Zarządu Głównego ZMW. W 1969 zasiadł w Naczelnym Komitecie ZSL oraz w prezydium Rady Centralnego Związku Spółdzielni Rolniczych "Samopomoc Chłopska". W 1971 przeszedł do pracy etatowej w NK ZSL, na stanowisku kierownika Wydziału Ekonomiczno-Rolnego. Od 1973 do 1980 był prezesem Wojewódzkiego Komitetu ZSL w Białymstoku. W latach 1973–1980 pełnił obowiązki wiceprzewodniczącego tamtejszej Wojewódzkiej Rady Narodowej.
W 1979 został członkiem Sekretariatu, a w następnym roku sekretarzem NK ZSL, wracając tym samym do Warszawy. Od VIII do IX Kongresu ZSL (1980–1984) był członkiem Prezydium i Sekretariatu NK ZSL. Był posłem w latach 1976–1985. Działał też we Froncie Jedności Narodu. W 1982 został wiceprzewodniczącym Rady Krajowej PRON oraz przewodniczącym Komisji Wsi i Rolnictwa. Od 1986 był członkiem Ogólnopolskiego Komitetu Grunwaldzkiego. W 1982 wszedł w skład Społecznego Komitetu Budowy Pomnika Wincentego Witosa w Warszawie, który został odsłonięty w 1985.
Był żonaty z Alicją. Miał dwoje dzieci – Mariusza i Małgorzatę.
Odznaczony został Srebrnym Krzyżem Zasługi, Krzyżem Kawalerskim i Komandorskim Orderu Odrodzenia Polski, Orderem Sztandaru Pracy II klasy oraz wieloma innymi odznaczeniami i odznakami.
Został pochowany 28 października 1988 na Cmentarzu Wojskowym przy ul. Powązkowskiej w Warszawie w Alei Zasłużonych (kwatera C31-tuje-7).
W 2005 przyjaciele Jerzego Grzybczaka napisali i wydali książkę Z otwartym sercem. Księga Jerzego Grzybczaka 1936–1988 (ISBN 83-85734-59-7).